# Емилијано Мартинез
Дамијан Емилијано Мартинез Ромеро (шп. Damián Emiliano Martínez Romero; Мар дел Плата, 2. септембар 1992) аргентински је фудбалер који игра на позицији голмана и тренутно наступа за Астон Вилу и репрезентацију Аргентине.

## Статистика каријере

### Репрезентативна
Ажурирано 1. фебруара 2022.
| Репрезентација | Година | Утакмице | Голови |
| -------------- | ------ | -------- | ------ |
| Аргентина      | 2021   | 14       | 0      |
| Аргентина      | 2022   | 12       | 0      |
| Укупно         | Укупно | 26       | 0      |

## Успеси

### Клупски
Арсенал
- ФА куп: 2019/20.
- ФА Комјунити шилд: 2014, 2015, 2020.

### Репрезентативни
Аргентина
- Светско првенство: 2022.
- Копа Америка: 2021, 2024.
- КОНМЕБОЛ–УЕФА куп шампиона: 2022.